# ラヴ・サックス
『ラヴ・サックス』（Love Sux）は、アヴリル・ラヴィーンの7枚目のオリジナル・アルバム。2022年2月25日に全世界同時にリリースされた。

## 概要
前作『ヘッド・アバーヴ・ウォーター』から3年ぶりとなる通算7枚目のアルバムである。
本作はデビュー20周年を迎えたアヴリル・ラヴィーンの原点回帰とも言えるポップ・パンク全開の作品となっている。トラヴィス・バーカーのレーベル・DTAレコードに移籍してからは初となるアルバム。
日本独自企画・完全生産限定盤には、ボーナストラックの「バイト・ミー（アコースティック）」も収録されており、アヴリルのロゴがプリントされた特製のトートバッグが付属する。2022年11月2日に2枚組CDの内容で構成される来日記念盤『ラヴ・サックス・ジャパン・ツアー・エディション』が発売予定。Billboard JAPANのダウンロード・アルバム・チャート“Download Albums”で、1,154ダウンロード（DL）を売り上げて、4位に初登場した。Billboard JAPANのアルバムチャートはこのアルバムが6位に入っている。

## 評論
CDジャーナルは、「前作『ヘッド・アバーヴ・ウォーター』以来、約3年ぶりとなる通算7枚目のアルバム。トラヴィス・パーカーをプロデューサーに迎えた先行シングル曲「バイト・ミー」をはじめ、アヴリルらしい“キュートでカッコイイ”魅力が最大限発揮された楽曲が揃う。」と評した。

## 収録曲
| #         | タイトル                                                           | 作詞・作曲                                                                               | 時間  |
| --------- | ------------------------------------------------------------------ | ---------------------------------------------------------------------------------------- | ----- |
| 1.        | 「キャノンボール」                                                 | アヴリル・ラヴィーン、ジョン・フェルドマン、モッド・サン                                 | 2:18  |
| 2.        | 「ボーイズ・ライ」(feat. マシン・ガン・ケリー)                     | アヴリル・ラヴィーン、ジョン・フェルドマン、モッド・サン、コルソン・ベイカー             | 2:43  |
| 3.        | 「バイト・ミー」                                                   | アヴリル・ラヴィーン、ジョン・フェルドマン、モッド・サン、オメル・フェンディ、マシュメロ | 2:39  |
| 4.        | 「ラヴ・イット・ホウェン・ユー・ヘイト・ミー」(feat. ブラックベア) | アヴリル・ラヴィーン、ジョン・フェルドマン、モッド・サン、マシュー・マスト               | 2:25  |
| 5.        | 「ラヴ・サックス」                                                 | アヴリル・ラヴィーン、ジョン・フェルドマン、モッド・サン                                 | 2:48  |
| 6.        | 「キス・ミー・ライク・ザ・ワールド・イズ・エンディング」           | アヴリル・ラヴィーン、ジョン・フェルドマン、モッド・サン                                 | 2:50  |
| 7.        | 「アバランチ」                                                     | アヴリル・ラヴィーン、ジョン・フェルドマン、モッド・サン                                 | 3:39  |
| 8.        | 「デジャヴ」                                                       | アヴリル・ラヴィーン、ジョン・フェルドマン、モッド・サン                                 | 3:23  |
| 9.        | 「エフ・ユー」                                                     | アヴリル・ラヴィーン、トラヴィス・バーカー、ニック・ロング                               | 2:47  |
| 10.       | 「オール・アイ・ウォンテッド」(feat. マーク・ホッパス)             | アヴリル・ラヴィーン、ジョン・フェルドマン、モッド・サン、マーク・ホッパス               | 2:32  |
| 11.       | 「デア・トゥ・ラヴ・ミー」                                         | アヴリル・ラヴィーン                                                                     | 3:34  |
| 12.       | 「ブレイク・オブ・ア・ハートエイク」                               | アヴリル・ラヴィーン                                                                     | 1:51  |
| 合計時間: | 合計時間:                                                          | 合計時間:                                                                                | 33:38 |

| #         | タイトル                             | 作詞・作曲                                                                               | 時間  |
| --------- | ------------------------------------ | ---------------------------------------------------------------------------------------- | ----- |
| 13.       | 「バイト・ミー（アコースティック）」 | アヴリル・ラヴィーン、ジョン・フェルドマン、モッド・サン、オメル・フェンディ、マシュメロ | 3:09  |
| 合計時間: | 合計時間:                            | 合計時間:                                                                                | 36:38 |